# 篠山 (高知県・愛媛県)
篠山（ささやま）は、四国の西南部の愛媛県と高知県の県境にある山。日本三百名山の1つ。独立した山系で足摺宇和海国立公園の一部。山名はミヤコザサおよびアケボノツツジの大群落があることに由来する。

## 概要
かつて篠山神社の社領地であったとされ、飛鳥時代には用明天皇の勅願所が置かれていたという。また山頂付近には弘法大師（空海）が開山したと伝えられる観世音寺跡があるなど古くから開かれた山であり、歴史的遺跡が存在する。
山頂には二等三角点「篠山」が設置され1,064.58mとなっている
山頂からは宇和海や遠く九州の山々も望むことができる。

## 登山ルート
愛南町および宿毛市双方から林道があり八合目まで自動車でアクセスできる。八合目から観世音寺跡を経て山頂に至る。登山口から頂上までの所要時間は40分から60分程度である。

## 自然
登山道には樹齢が千年を越す大杉があるほか、頂上付近ではアケボノツツジやシャクナゲが見られる。

## ギャラリー

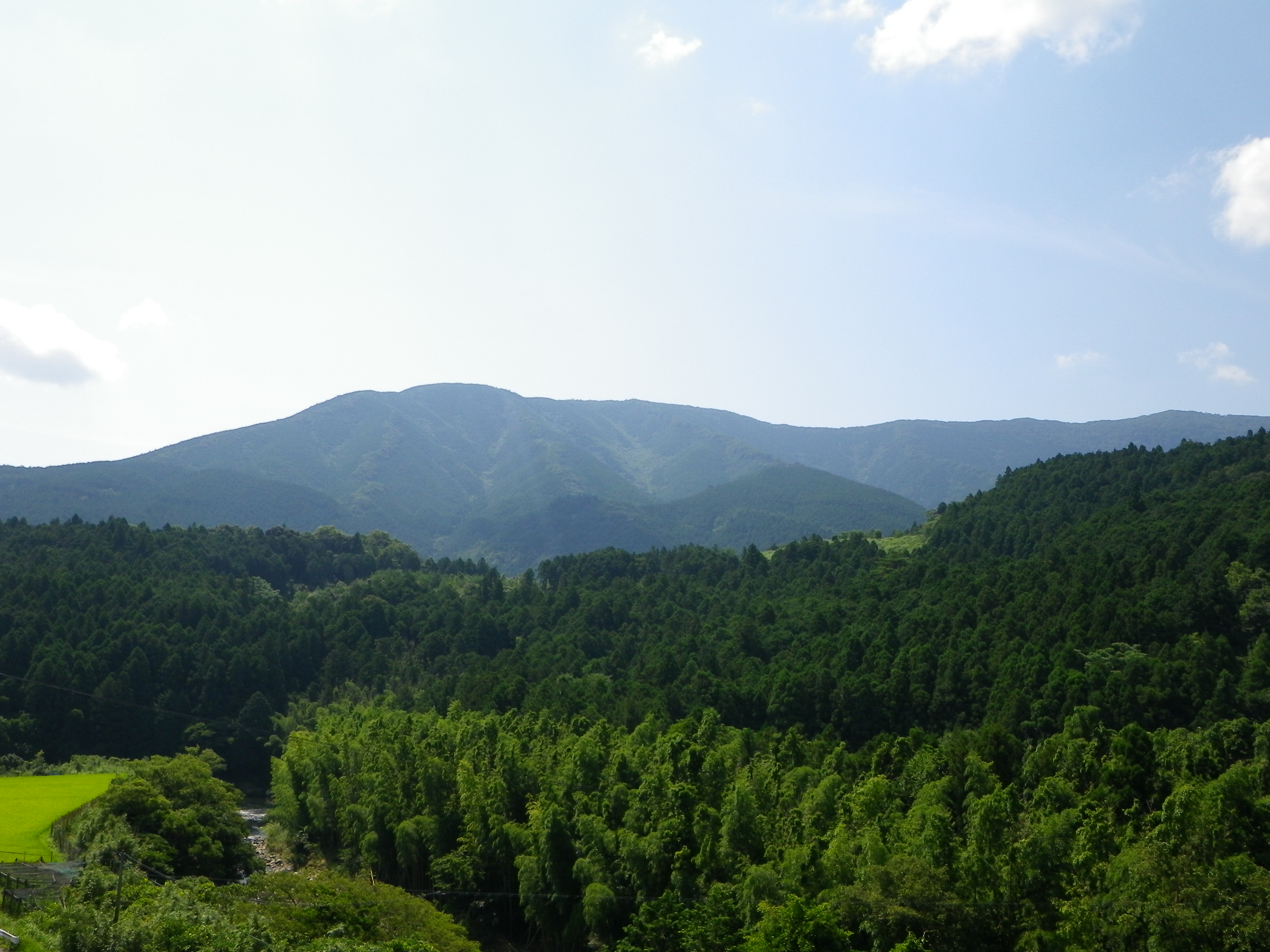
愛媛県側から望む
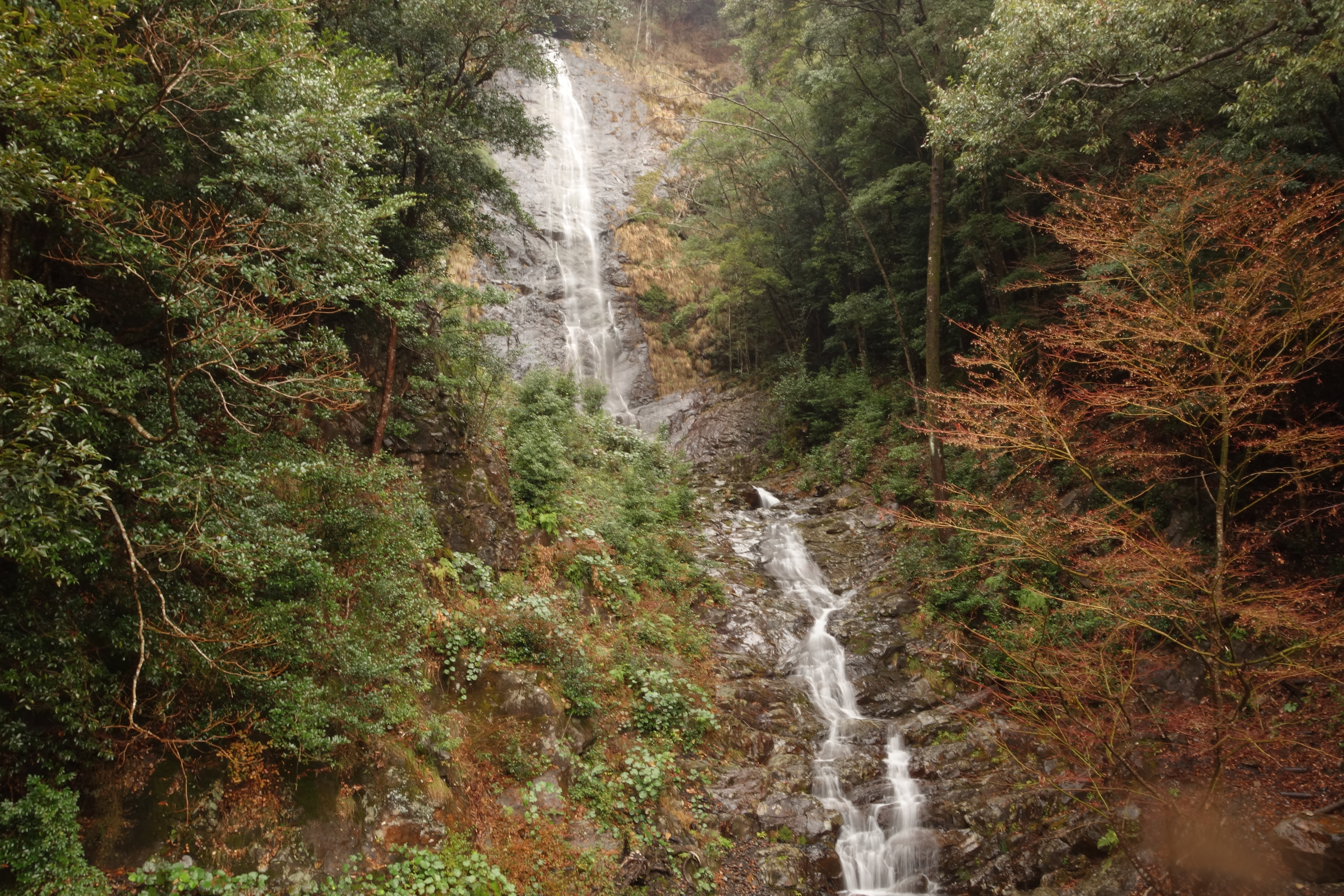
篠山自然学習館隣の白滝
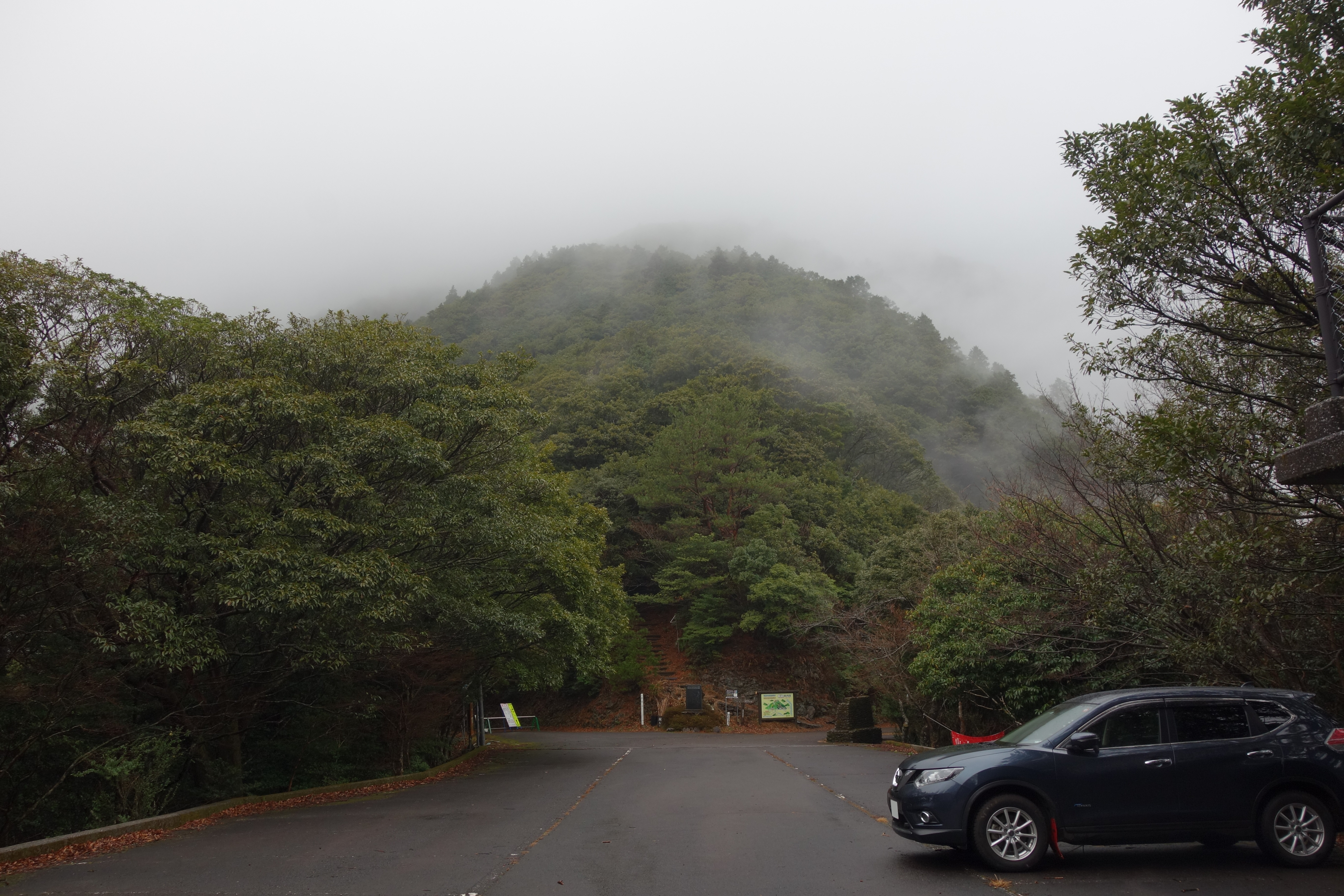
第一駐車場の篠山登山口
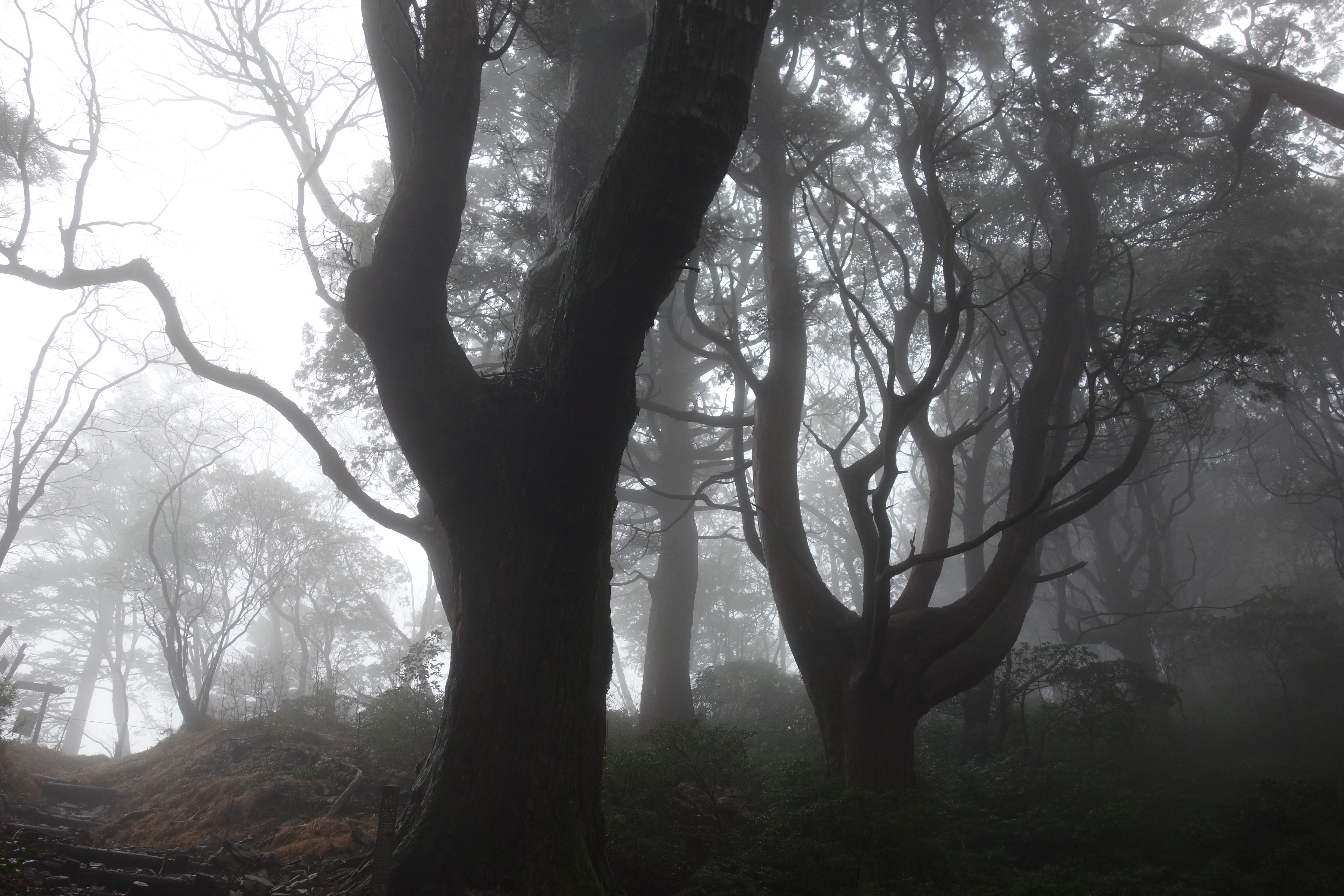
篠山山頂直下の巨木
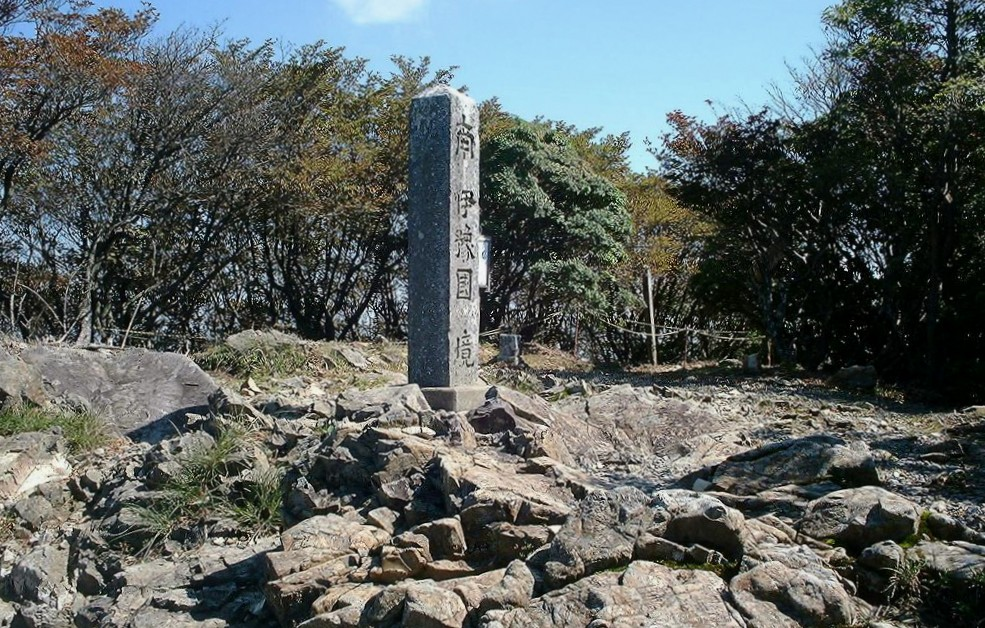
頂上
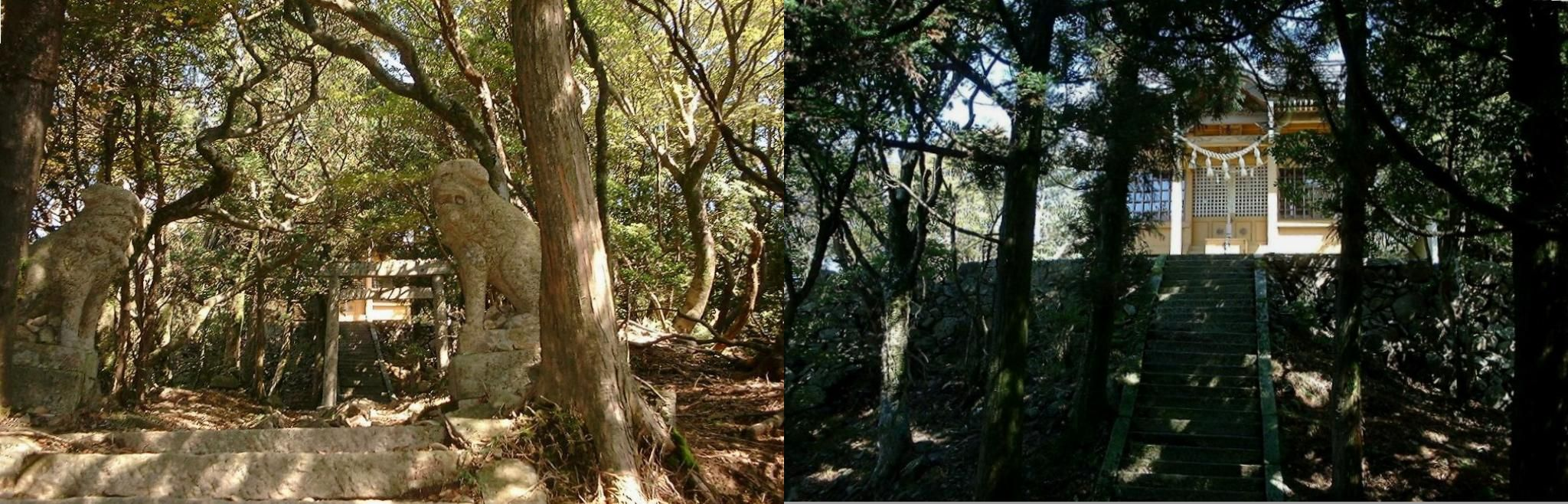
山頂直下にある篠山神社